# Elwira Miriam Psorulla
Elvira Miriam Psorulla – współzałożycielka apostolatu chorych i katolickich stowarzyszeń: "Cichych Pracowników Krzyża" i "Centrum Ochotników Cierpienia"; inicjatorka i promotorka idei budowy Domu Uzdrowienia Chorych w Głogowie (Polska). 
Ur. 1 listopada 1910 r. w Hajfie w Izraelu - Jordania. Ojciec był Grekiem, który pracował jako ambasador w Libanie; matka była Włoszką. Dzieciństwo i lata młodości spędziła w ojczystym kraju, gdzie czas nauki ukończyła dyplomem szkoły wyższej. W 1943 r. przybyła do Włoch, towarzysząc wujowi, który potrzebował specjalistycznego leczenia. Wkrótce nawiązuje kontakt z księdzem prałatem Luigi Novarese i włącza się aktywnie w jego działalność na rzecz chorych i niepełnosprawnych. W chwili założenia Stowarzyszenia Cichych Pracowników Krzyża (1947) siostra Elvira przyjmuje rolę odpowiedzialnej za gałąź żeńską Stowarzyszenia Cichych Pracowników Krzyża. W 1992 r. złożyła rezygnację z własnych funkcji zarządu jako odpowiedzialnej za gałąź żeńską, zachowując jednak tytuł "Siostry Przełożonej", który statut Cichych Pracowników Krzyża z 1964 r. zarezerwował jej osobie. Pragnieniem Założyciela Cichych Pracowników Krzyża, księdza prałata Luigi Novarese była obecność stowarzyszenia w Polsce. Ojciec Założyciel wiązał olbrzymie nadzieje na powstanie Domu, w którym członkowie wspólnoty oddawaliby się posłudze chorym i niepełnosprawnym z Jasną Górą (Częstochowa). Kiedy jednak, w dwa lata po śmierci Założyciela Cichych Pracowników Krzyża, w 1986 r. przebywający w Rzymie ówczesny proboszcz głogowskiej Kolegiaty pw. Wniebowzięcia Najświętszej Maryi Panny w Głogowie, ksiądz prałat Ryszard Dobrołowicz spotkał się z Siostrą współzałożycielką i zaproponował powstanie Domu w Głogowie, siostra Elvira przyjęła z entuzjazmem tę propozycję. W 1987 r. osobiście zaprezentowała Ojcu Świętemu Janowi Pawłowi II projekt i makietę Domu Uzdrowienie Chorych w Głogowie, który przywiózł do Rzymu ksiądz prałat Ryszard Dobrołowicz. Dnia 2 czerwca 1994 r., podczas uroczystości nadania ulicy, przy której budowano Dom Uzdrowienie Chorych nazwy "Księdza Prałata Luigi Novarese", siostra Elvira, jako jedyna cudzoziemka, otrzymała tytuł honorowego obywatela miasta Głogowa. Wielokrotnie gościła w głogowskim Domu Uzdrowienia Chorych. Zmarła 30 grudnia 2009 r. w Rzymie.